# Crown of Creation
Pour le groupe allemand, voir Crown of Creation (groupe).
Albums de Jefferson Airplane
After Bathing at Baxter's
(1967) Bless Its Pointed Little Head
(1969)
Crown of Creation est le quatrième album de Jefferson Airplane, sorti en 1968. L'album est plus concis mais aussi plus structuré que le précédent, After Bathing at Baxter's. Il rencontre un succès immédiat, atteignant la sixième place des charts.
Sa pochette représente les membres du groupe dans le nuage d'une explosion atomique. Leurs images sont entremêlées. Chaque musicien est représenté deux fois, à la même position ou presque, mais dans une posture un peu différente. Seules les images de Grace Slick sont quasiment identiques. Elles sont juste décalées l'une par rapport à l'autre. 
David Crosby est invité à la guitare, il est membre de Crosby, Stills, Nash & Young. 

## Titres

### Face 1
1. Lather (Slick) – 2:57
2. In Time (Kantner, Balin) – 4:14
3. Triad (Crosby) – 4:55
4. Star Track (Kaukonen) – 3:11
5. Share a Little Joke (Balin) – 3:09
6. Chushingura (Dryden) – 1:20

### Face 2
1. If You Feel (Balin, Blackman) – 3:21
2. Crown of Creation (Kantner) – 2:54
3. Ice Cream Phoenix (Kaukonen, Cockey) – 3:02
4. Greasy Heart (Slick) – 3:26
5. The House at Pooneil Corners (Kantner, Balin) – 5:54

### Titres bonus
La réédition CD du 19 août 2003 contient les morceaux bonus suivants :
1. Ribump Ba Bap Dum Dum (Dryden, Goodwin) – 1:32
2. Would You Like a Snack?" (Zappa, Slick) – 2:40
3. Share a Little Joke (version mono, single) (Balin) – 3:09
4. The Saga of Sydney Spacepig (Dryden) – 7:55
5. Candy Man (Rev. Gary Davis) (piste cachée) - 2:25

Frank Zappa est invité comme guitariste et directeur musical sur Would You Like a Snack? sur l'album. Les membres de son groupe The Mothers of Invention, soit Art Tripp à la batterie et aux percussions, Ian Underwood au piano et à la clarinette ainsi que Don Preston aux claviers apparaissent également sur la même chanson. Zappa a sorti un morceau homonyme sur 200 Motels, mais sans rapport avec celui de Jefferson Airplane. La mélodie du morceau de Zappa vient de Holiday in Berlin, tandis que celui de Jefferson Airplane est exclusif. Would You Like a Snack? est paru pour la première fois sur le coffret Jefferson Airplane Loves You en 1992.

## Musiciens

### Jefferson Airplane
- Grace Slick : chant, piano, orgue
- Marty Balin : chant, guitare rythmique
- Paul Kantner : chant, guitare rythmique
- Jorma Kaukonen : chant, guitare solo, poulet électrique (!)
- Jack Casady : basse Yggdrasil
- Spencer Dryden : chant, batterie, piano, orgue, billes d'acier

### Musiciens additionnels
- Gary Blackman : solo de sons nasaux sur "Lather"
- Charles Cockey : guitare, Chant
- David Crosby : guitare
- Tim Davis : congas
- Bill Goodwin : tambour parlant
- Danny Woody : bongos
- Gene Twombly : effets sonores
- Frank Zappa : directeur musical sur "Would You Like a Snack"
- Arthur Tripp : batterie, percussions sur "Would You Like a Snack"
- Ian Underwood – piano, clarinette sur "Would You Like a Snack"
- Don Preston – claviers sur "Would You Like a Snack"

### Production
- Al Schmitt : producteur
- Richie Schmitt : ingénieur
- Pat Ieraci : 8 pistes
- Hiro : photo de pochette
- USAF : photo de la bombe d'Hiroshima
- J. Van Hamersveld : design, direction artistique
- Bill Laudner : road manager
- Chick Casady : manager pour l'équipement
- Bill Thompson : manager

## Charts
Album
| Année | Chart USA            | Position |
| ----- | -------------------- | -------- |
| 1968  | Albums Pop Billboard | 6        |

Single
| Année | Single              | Chart USA             | Position |
| ----- | ------------------- | --------------------- | -------- |
| 1968  | "Greasy Heart"      | Singles Pop Billboard | 98       |
| 1968  | "Crown of Creation" | Singles Pop Billboard | 64       |

## Anecdotes
- La chanson Crown of Creation s'inspire du roman The Chrysalids de John Wyndham, qui a aussi écrit The Day of the Triffids. La plupart des textes viennent de ce livre.
- La chanson Lather a été écrite en partie pour le 30e anniversaire du batteur Spencer Dryden, et en partie pour l'arrestation du bassiste Jack Casady à Santa Cruz (délit de nudité).